# Айнщайнчета
„Айнщайнчета“ (на английски: Little Einsteins) е американски анимационен детски телевизионен сериал, продуциран от The Baby Einstein Company, собственост на The Walt Disney Company. Сериалът проследява приключенията на група от четири малки деца, на име Лео, Джун, Куинси и Ани, които пътуват по света с приятеля си Рокет и отиват на мисии.

## Персонажи
Героите в сериала са:
- Лео (на английски: Leo)
- Джун (на английски: June)
- Куинси (на английски: Quincy)
- Ани (на английски: Annie)

## В България
В България сериалът се излъчва по локалната версия на „Дисни Ченъл“ под блока „Playhouse Disney” през 2009 г. с български нахсинхронен дублаж, записан на „Доли Медия Студио“.